# Jean Gabilou
Jean Gabilou, geboren als Gabriel Lewis Laughlin (Papeete, 28 februari 1944), is een Frans zanger.

## Biografie
Gabilou werd geboren in Frans-Polynesië tijdens de Tweede Wereldoorlog. In 1963 werd hij gevraagd op te treden in een hotel, hetgeen de begin van zijn zangcarrière inluidde. In 1979 verhuisde hij naar de Verenigde Staten. Twee jaar later nam hij deel aan de Franse preselectie voor het Eurovisiesongfestival, die hij won. Hierdoor mocht hij Frankrijk vertegenwoordigen op het Eurovisiesongfestival 1981, dat gehouden werd in de Ierse hoofdstad Dublin. Met het nummer Humanahum eindigde hij op de derde plaats.
Twee jaar later keerde hij terug naar Frans-Polynesië. In 1985 trouwde hij met Moeata Sasson. Hij bleef zingen, totdat hij in 1995 problemen kreeg aan zijn stembanden. Hij liet zich hiervoor behandelen in Frankrijk, en keerde terug op de scène. In 2000 bracht hij de single Fakateretere uit, die in Frans-Polynesië zijn grootste succes opleverde.
1956: Mathé Altéry + Dany Dauberson · 
1957: Paule Desjardins · 
1958: André Claveau · 
1959: Jean Philippe · 
1960: Jacqueline Boyer · 
1961: Jean-Paul Mauric · 
1962: Isabelle Aubret · 
1963: Alain Barrière · 
1964: Rachel · 
1965: Guy Mardel · 
1966: Dominique Walter · 
1967: Noëlle Cordier · 
1968: Isabelle Aubret · 
1969: Frida Boccara · 
1970: Guy Bonnet · 
1971: Serge Lama · 
1972: Betty Mars · 
1973: Martine Clémenceau · 
1975: Nicole Rieu · 
1976: Catherine Ferry · 
1977: Marie Myriam · 
1978: Joël Prévost · 
1979: Anne-Marie David · 
1980: Profil · 
1981: Jean Gabilou · 
1983: Guy Bonnet · 
1984: Annick Thoumazeau · 
1985: Roger Bens · 
1986: Cocktail Chic · 
1987: Christine Minier · 
1988: Gérard Lenorman · 
1989: Nathalie Pâque · 
1990: Joëlle Ursull · 
1991: Amina · 
1992: Kali · 
1993: Patrick Fiori · 
1994: Nina Morato · 
1995: Nathalie Santamaria · 
1996: Dan Ar Braz & Héritage des Celtes · 
1997: Fanny · 
1998: Marie Line · 
1999: Nayah · 
2000: Sofia Mestari · 
2001: Natasha Saint-Pier · 
2002: Sandrine François · 
2003: Louisa Baïleche · 
2004: Jonatan Cerrada · 
2005: Ortal · 
2006: Virginie Pouchain · 
2007: Les Fatals Picards · 
2008: Sébastien Tellier · 
2009: Patricia Kaas · 
2010: Jessy Matador · 
2011: Amaury Vassili · 
2012: Anggun · 
2013: Amandine Bourgeois · 
2014: Twin Twin · 
2015: Lisa Angell · 
2016: Amir · 
2017: Alma · 
2018: Madame Monsieur · 
2019: Bilal Hassani · 
2021: Barbara Pravi · 
2022: Alvan & Ahez · 
2023: La Zarra · 
2024: Slimane · 
2025: Louane
- MusicBrainz: 8a0cfaf1-bf60-469f-aad5-ca2e4dc3e131
- Système universitaire de documentation: 220971692
- Virtual International Authority File: 2411151304650449460000
- WorldCat: E39PBJwthMHjTBTFBgG7tybw4q